# Arganotus robustus
Arganotus robustus is een hooiwagen uit de familie Samoidae. De wetenschappelijke naam van Arganotus robustus gaat terug op V. Silhavý.